# الخلاص من شاوشانك
الخلاص من شاوشانك (بالإنجليزية: The Shawshank Redemption)‏ هو فيلم درامي أمريكي صدر عام 1994 كتبه وأخرجه فرانك دارابونت استنادًا إلى رواية قصيرة تُدعى ريتا هيوارث والخلاص من شوشانك لستيفن كينج صدرت عام 1982. تحكي الرواية قصة المصرفي آندي دوفرسن (أدى دوره تيم روبنز)، المحكوم عليه بالسجن المؤبد في سجن ولاية شاوشانك لقتله زوجته وعشيقها، على الرغم من زعمه براءته. وعلى مدى العقدين التاليين، صادق زميله في السجن، مهرب الممنوعات إليس «ريد» ريدنج (أدى دوره مورغان فريمان)، وأصبح له دور فعال في عملية غسيل الأموال التي قادها مأمور السجن صمويل نورتون (أدى دوره بوب جنتون). وقد ظهر ويليام سادلر وكلانسي براون وجيل بيلوز وجيمس ويتمور في الأدوار الثانوية في الفيلم.
اشترى دارابونت حقوق تحويل رواية ستيفن كينغ إلى فيلم في عام 1987، لكن البت في المشروع والعمل على إنتاجه لم يبدأ إلا بعد خمس سنوات من ذلك، بعد أن كتب السيناريو خلال ثمانية أسابيع. بعد أسبوعين من تقديم السيناريو إلى كاسل روك للترفيه، حصل دارابونت على ميزانية قدرها 25 مليون دولار لإنتاج فيلم الخلاص من شاوشانك، مما حفز البدء بمرحلة ما قبل الإنتاج في يناير 1993. على الرغم من اختيار ولاية مين موقعاً لتصوير الفيلم، إلا أن التصوير الرئيسي تم في الفترة بين يونيو وأغسطس 1993 في مدينة مانسفيلد بأوهايو، لتكون إصلاحية ولاية أوهايو هي سجن شاوشانك. اجتذب المشروع العديد من النجوم في ذلك الوقت لدور أندي، بما في ذلك توم هانكس وتوم كروز وكيفن كوستنر. في حين كانت موسيقى الفيلم من تأليف توماس نيومان.
حاز فيلم الخلاص من شاوشانك استحسان النقاد وتلقى منهم مراجعات وملاحظات إيجابية عند صدوره، لا سيما لقصته وأداء بطليه روبنز وفريمان، بيد أنه كان خيبة أمل في شباك التذاكر، حيث كسب 16 مليون دولار فقط خلال عرضه المسرحي الأول. ووردت العديد من الأسباب تحاول تفسير فشل الفيلم في حصد الإعجاب الجماهيري في ذلك الوقت، بما في ذلك وجود منافسة من أفلام مثل خيال رخيص و فورست غامب، وأن أفلام السجون لا تحظى بشعبية عند الجمهور، وافتقار الفيلم إلى العنصر النسائي، وحتى العنوان، الذي كان يعتبر مربكًا للجمهور. واستمر الفيلم في تلقي العديد من ترشيحات الجوائز، بما في ذلك سبعة ترشيحات لجوائز الأوسكار، وإعادة عرض مسرحي، بالإضافة إلى شراء الفيلم عالمياً، مما أدى إلى زيادة إجمالي شباك التذاكر للفيلم إلى 58.3 مليون دولار.
شُحنت أكثر من 320،000 شريط فيديو للفيلم عبر جميع أنحاء الولايات المتحدة، وبفضل حصول الفيلم على العديد من ترشيحات الجوائز والتوصيات الشفهية بمشاهدته، أصبح واحداً من أكثر الأفلام المستأجرة لعام 1995. كما اشترت شركة تيرنر للبث حقوق بث الفيلم من شركة الإنتاج كاسل روك، وعُرض بانتظام على شبكة تورنر التلفزيونية ابتداءً من عام 1997، مما زاد من شعبيته. يعتبره الكثيرون الآن من أعظم أفلام التسعينيات، فبعد عقود من صدوره، لا يزال الفيلم يذاع بانتظام، ويحظى بشعبية في العديد من البلدان، حيث استشهد به الجمهور والمشاهير كمصدر للإلهام، ووصف الفيلم بأنه المفضل في استطلاعات مختلفة. في عام 2015، اختارت مكتبة الكونغرس بالولايات المتحدة الفيلم ليحفظ في السجل الوطني للأفلام، ووصفته بأنه «مهمٌ ثقافيًا أو تاريخيًا أو جماليًا».

## القصة
يبدأ الفيلم بالحكم على آندي دوفرين لفترتي حبس متتاليتين مدى الحياة في سجن شاوشانك بتهمة قتل زوجته وعشيقها. وفي سجن شاوشانك يحاول ريد أن يقنع لجنة إطلاق السراح بأنه قد تم إعادة تأهيله ولكنهُ يفشل في ذلك. يجتمع نزلاء السجن حول القادمين الجدد وعندما ينزل السجناء الجدد يقوم النزلاء القديمون بالصياح وإطلاق الهتافات لتخويفهم. يقوم ريد بالمراهنة على أن آندي سيعاني من انهيار عصبي. ثم يقوم آمر السجن نورتون بالتعريف بالقانون الداخلي للسجن حيث الانضباط والكتاب المقدس ويرفض أن يمس اسم الله داخل السجن، وعندما يسأل أحد النزلاء متى سيأكلون يقوم رئيس الحرس بايرون هادلي بضربه في حين يقف نورتون متفرجًا. يتم رش النزلاء بالماء ومبيدات للقمل وسوقهم إلى زنازينهم وهم عارين في نفس الليلة من نفس اليوم لم يتمكن أحد النزلاء الجدد من النوم نتجية الأصوات المزعجة الصادرة من السجناء القدماء لإخافة الجدد، وبدأ الرهان حول من سينهار أولاً، مما أدى إلى انهيار أحد النزلاء وبدأ بالصياح الشيء الذي أغضب رئيس الحرس فقام بضربه إلى أن أغمي عليه. ومن ثم يموت هذا السجين في العيادة حيث لا يوجد أحد ليعتني به.
في أول سنواته في السجن يتعرض آندي للضرب المتكرر والمضايقة من قبل مجموعة من السجناء تطلق على نفسها اسم الأخوات (بالإنجليزية: THE SISTERS)‏ بزعامة السجين بوجز، ويحاول آندي الانعزال بنفسه إلى أن يصادق مجموعة من السجناء من ضمنهم بروكس هاتلن وريد والذي له اتصالات ومعارف يمكنونه من إدخال مختلف أنواع المواد إلى السجن، يقوم ريد بترتيب الأمور بحيث توكل إليه وإلى صديقه آندي ومجموعة من السجناء بمهمة تغطية سقف أحد المنازل بالقطران، وفي غضون إنجازهم للعمل يعرض آندي على هادلي رئيس الحراس أن ينجز له كشوفات ضرائبه حيث أن آندي كان يعمل محاسبًا، وبالرغم من تهديدات هادلي أن يلقي بآندي من فوق السطح إلا أن آندي يصر ويقترح على هادلي أن يهدي أمواله لزوجته لأن دائرة ضريبة الدخل (بالإنجليزية: IRS)‏ لا تستطيع أن تقتطع أية ضريبة دخل على الهدايا، ومقابل مساعدة هادلي يطلب آندي توفير ثلاثة علب من البيرة له ولكل واحد من أصدقائه السجناء ويحصل على طلبه.
وبعد ذلك ونتيجة لخبرة آندي في الأعمال المصرفية والبنكية بحكم عمله السابق كمحاسب فإن ذلك يسترعي انتباه جميع الحراس في السجن بالإضافة إلى آمر السجن حيث ينجز لهم كشوفاتهم وأخيرًا فإن عمله الجديد هذا يحقق له الحرية من الاعتداءات التي كان يتعرض لها، لهذا قام هادلي الذي هو رئيس الحراس بمفاجئة بوجز داخل زنزانته وأبرحه ضربًا نتيجة مضايقاته الجنسية لآندي بعد ذلك سيظهر أن بوجز أصبح مقعدًا في كرسي متحرك ولن يستطيع السير مجددًا، وتم نقله إلى سجن آخر، في نفس الوقت آندي أصبح متورطًا في أعمال غسيل الأموال وأعمال غير قانونية أخرى كان يديرها آمر السجن نورتون ويقوم نورتون بحفط كافه أوراقه وعقوده في خزانة مخبأة في الحائط خلف لوحة مطرزة صنعتها له زوجته. وخلال عمله لدى الآمر يقوم آندي باختلاق شخصية خيالية يستطيع الآمر أن يختبئ خلفها قانونيًّا ليدير أعمال غسيل الأموال خفية.
مع مرور الوقت يحين موعد إطلاق سراح السجين العجوز بروكس ولكنه لا يريد أن يخرج بل ويهدد بقتل أحد السجناء الآخرين حتى يبقى في شاوشانك ومع ذلك يتم إطلاق سراحه ولكن وبعد قضائه قرابة خمسين عامًا في الحبس فإن العجوز بروكس يتوصل لأن الحياة خارج السجن لا تناسبه فيكتب رسالة لأصدقائه في السجن أنه لا يستطيع الاستمرار بالحياة في خوف مستمر ثم يشنق نفسه. ولإحياء ذكراه يقوم آندي بكتابة الرسائل بشكل متكرر إلى مجلس شيوخ الولاية من أجل تخصيص كمية من المال لمكتبة السجن وبعد وقت طويل من المحاولة يستلم أخيرًا مئات من الكتب وبعض أسطوانات الأغاني، وخلال تنظيمه للكتب في مكتب آمر السجن يجد آندي اسطوانة لمعزوفة أوبرا لموزارت تدعى زواج فيغارو «Le Nozze di Figaro»، بصوت مغنية الأوبرا اليونانية ماريا كالاس، فيقوم آندي بغلق أبواب المكتب ويشغل الأغنية على نظام الأنتركم الداخلي فتصدح الموسيقى في كافة أرجاء السجن. يصل الآمر مسرعًا ويأمر آندي بإطفاء الأغنية ولكن آندي يتحدى الأمر ويقوم برفع الصوت لمستوى أعلى، يقوم عندئذ هادلي بكسر الباب ويعتقل آندي ويزج به في الحبس الانفرادي.
يدخل سجن شوشانك في الستينيات نزيل جديد شاب اسمه تومي، يقوم آندي بمساعدته على الحصول على شهادة الثانوية المعادلة (بالإنجليزية: G.E.D)‏، يقوم تومي بإخبار آندي بأن لديه معلومات قد تخرجه من السجن أو على الأقل تمنحه فرصة لمحاكمة جديدة، وهي أنه وخلال قضائه فترة من الحبس في سجن آخر قد التقى بالمجرم الحقيقي الذي قتل زوجته وعشيقها، فيقوم آندي بإخبار آمر السجن ويطلب منه المساعدة ولكن الآمر نورتن لم يرغب بأن يخسر مساعدة آندي له بأعماله غير الشرعية كما أنه خاف أن يفضحه آندي في حال خرج من السجن لذلك يقوم بزج آندي في الحبس الانفرادي لمدة شهر كامل. وخلال وجود آندي في الحبس الانفرادي ينجح تومي بامتحان ال G.E.D ولكن الآمر يأمر بقتله خوفا من أن يسرب أية معلومات حول حقيقة براءة آندي، ويكون اندي الآن بمفرده في الطريق حيث عليه أن يقرر ماذا سيفعل بعد أن حُبس 20 عام ظُلمًا ولم يعد هناك أمل حتى في خروجه بعد ذلك لأن آمر السجن سيقتله أيضًا قبل أن يخرج.
بعد ذلك ينجح آندي بالانتقام من مأمور السجن حيث استطاع أن يحفر بواسطة مطرقة صغيرة جلبها له صديقه ريد في عامه الأول بالسجن وبواسطة المطرقة حفر نفق من زنزانته إلى الفناء الخارجي والهروب عن طريق انبوب صرف صحي ومن خلال التعامل مع مأمور السجن كان يتلاعب به ولم يكن يعطي مأمور السجن سواء الأوراق وإنما الأصول المالية كان يضع بدل منها الكتاب المقدس الذي عرف عن المأمور التظاهر بالتمسك به. بعد الاستيلاء على أموال المأمور التي استطاع الحصول عليها من غسيل الأموال قام آندي بتزوير بطاقة شخصية وجواز سفر ليحول جميع الأموال لحساباته الخارجية باسم مزيف وعقب تحويلها يرسل طرد إلى المأمور فيه رسالة موجه له بفتح الخزنة وحين يفتحها المأمور يجد بداخلها الكتاب المقدس وفيه آثار لـ منحوتات المطرقة حيث كان آندي يخبئ فيها المطرقة من العسكر عند تفتيش الزنزانة ليلاً .. أثناء ذلك هاجر آندي إلى منطقة تدعى زيهواتانيجو [الإنجليزية] في المكسيك واستقر فيها حيث قام قبل خروجه من السجن بقطع وعد على صديقه ريد بأن يذهب إلى مكان ما في منطقة تدعى بوكستون ويجد فيها شجرة بلوط عملاقة ويحفر تحتها ليجد ما كان يخبره به وعند وصول ريد إليها حصل على رسالة من آندي تبلغه بوجوده في المنطقة التي أخبره بها مع بضعة أموال تقله إلى المكسيك وعندها ذهب ريد ليلتحق بزميله آندي ويحقق أمنيته بمصافحته وبنفس الوقت حقق آندي أمنيته بوجود من يشاركه ويكون مساعد له في مشروع الفندق والسفن القديمة على شاطئ المحيط الهادي.

## الشخصيات
- تيم روبنز في دور آندي دوفرين: مصرفي حكم عليه بالسجن المؤبد عام 1947 بتهمة قتل زوجته وعشيقها[9]
- مورغان فريمان في دور إليس «ريد» ريدنج: مهرب في السجن يصادق آندي[10][11]
- بوب جنتون في دور صامويل نورتن: سجان في سجن شاوشانك يتصف بالقسوة وإدعاء التقوى[9]
- ويليام سادلر في دور هايوود: عضو في عصابة ريد وهو من المحكوم عليهم منذ فترة طويلة[10][12]
- كلانسي براون في دور بايرون هادلي: الزعيم المتوحش لحراس السجن[13][14]
- جيل بيلوز في دور تومي ويليامز: شاب محكوم بالسجن بتهمة السطو عام 1965[10][15]
- جيمس ويتمور في دور بروكس هاتلن: رجل مسن يعمل أميناً في مكتبة السجن، وهو مسجونٌ منذ أوائل القرن العشرين[16]

### شخصيات أخرى
- مارك رولستون في دور بوكس دايموند، رئيس عصابة «الأخوات» ومغتصب السجن؛[17]
- جيفري دمان محامي الادعاء في محاكمة دوفرسن
- ألفونسو فريمان في دور المحتال الذي يصيح «سمك طازج سمك طازج»
- نيد بيلامي في دور حارس السجن المدعو يونغبلود
- دون مكمانوس في دور حارس السجن ويلي
- ديون أندرسون في دور رئيس بول هيج.[10]
- رينيه بلين دور زوجة أندي، ولعب سكوت مان دور حبيبها مدرب الجولف جلين كوينتين.[18]
- فرانك ميدرانو في دور فات أس، أحد زملاء آندي الجدد الذين تعرضوا للضرب حتى الموت على يد هادلي،[10][19]
- بيل بوليندر [الإنجليزية] دور إلمو بلاتش، وهو مدان قد يكون مسؤول بالفعل عن الجرائم التي أدين بها آندي.[20]
- جيمس كيسيكي دور مدير البنك الوطني
- كلير سليمر في دور عاملة الصرافة.[21][22]

## تحليل الفيلم

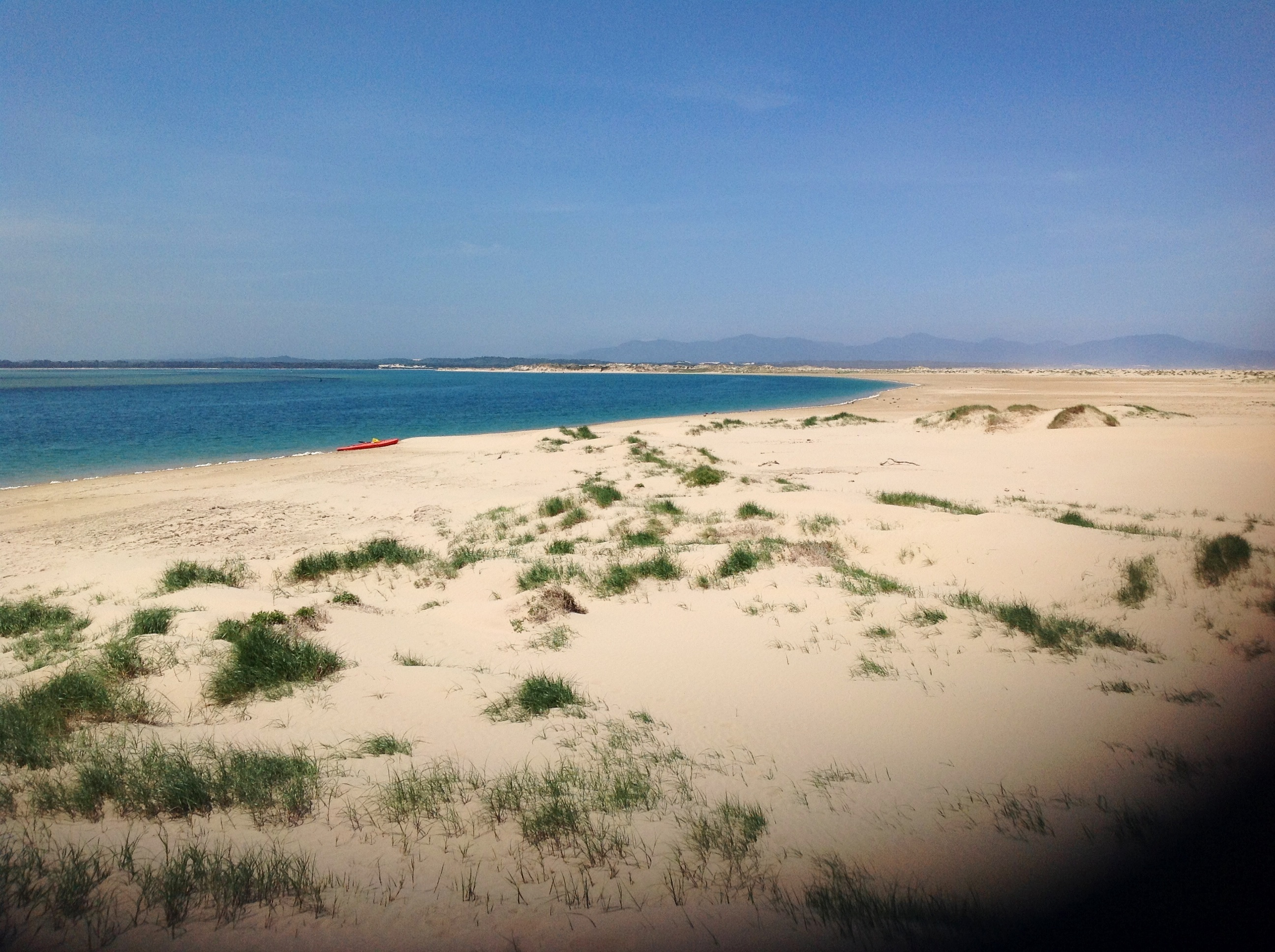
Sandy Point National Wildlife Refugeصُوِّر لقاء آندي وريد في محمية ساندي بوينت الوطنية للحياة البرية، سانت كروا، جزر فيرجن الأمريكية. وقد رُوِّج لهذا الموقع على أنه ملاذٌ آمن أو جنة.

أحاطت بالفيلم تفسيرات تقول أنه يرتكز على التصوف المسيحي. فتُقدم شخصية آندي كشخصية مسيحية شبيهة بالمسيح، حيث وصفه ريد في بداية الفيلم بأنه يمتلك هالة تحيطه وتحميه من سجن شاوشانك. يمكن النظر إلى المشهد الذي قام فيه آندي والعديد من السجناء بتلطيخ سطح السجن على أنه كتجسيد للعشاء الأخير، حيث يثدم آندي البيرة (النبيذ) للاثني عشر سجينًا (تلاميذًا) كما وصفهم فريمان بأنهم «أسياد الخليقة كافة» مستحضرًا بركات المسيح. رد المخرج فرانك دارابونت بأن هذا لم يكن مقصده ونيته، لكنه أراد أن يجد الناس معناهم الخاص في الفيلم. وهناك تفسير يشير إلى أن اكتشاف تسجيل موتسارت لأوبرا زواج فيغارو في السيناريو وأثرها على السجناء بقيامهم ونهوض المرضى منهم أسرتهم؛ بأنه أقرب إلى العثور على الكأس المقدسة.
اقتبس مأمور السجن نورتون في بداية الفيلم من يسوع المسيح ليصف نفسه لآندي قائلاً: «أنا نور العالم»، معلناً أنه منقذ آندي، لكن هذا الوصف يمكن أن يشير أيضًا إلى لوسيفر، حامل النور. فنورتون في الفيلم لم يفرض القوانين والقواعد العامة للقانون وإنما اختار أن يفرض قواعده وعقوباته التي يراها مناسبة فيما يحاكي سلوك الشيطان. كما قورن المأمور برئيس الولايات المتحدة السابق ريتشارد نيكسون، إذ يبدو مظهر نورتون وخطاباته العامة على أنها تماثل نيكسون. وبالمثل، يقدم نورتون صورة لرجل مقدس، يتحدث بهدوء إلى الجماهير الذليلة بينما يدير عمليات احتيال فاسدة، مثل تلك التي جعلت نيكسون سيئ السمعة.
تم تفسير زيهواتانيجو Zihuatanejo على أنها نظير للجنة أو الفردوس. في الفيلم، يصفها آندي بأنها مكان بلا ذاكرة، ويقدم الغفران من خطاياه من خلال نسيانها أو السماح لها بالغسل بعيدًا عن طريق المحيط الهادئ، الذي يعني اسمه "السلمي". لا تثار إمكانية الهروب إلى زيهواتانيجو إلا بعد أن يعترف آندي بأنه يشعر بالمسؤولية عن وفاة زوجته. وبالمثل، لا يُكتسب حرية ريد إلا بعد أن يقبل أنه لا يستطيع إنقاذ نفسه أو التكفير عن خطاياه. وصف فريمان قصة ريد بأنها قصة خلاص لأنه ليس بريئًا من جرائمه، على عكس آندي، الذي يجد الخلاص.
بينما يفسر بعض المشاهدين المسيحيين زيهواتانيجو على أنها الجنة، كتب ناقد الأفلام مارك كيرمود أنه يمكن تفسيرها أيضًا على أنها شكل نيتشوي من أشكال البراءة التي تم تحقيقها خارج المفاهيم التقليدية للخير والشر، حيث أن فقدان الذاكرة المعروض هو تدمير الخطيئة بدلاً من غفرانها، مما يعني أن هدف آندي علماني وإلحادي. تمامًا كما يمكن تفسير آندي على أنه شخصية شبيهة بالمسيح، يمكن اعتباره نبي شبيه بزرادشت يقدم الهروب من خلال التعليم وتجربة الحرية.  جادل ناقد الأفلام روجر إيبرت بأن الفيلم هو استعارة للحفاظ على شعور المرء بقيمته الذاتية عند وضعه في موقف ميؤوس منه. نزاهة آندي هي موضوع مهم في خط القصة، خاصة في السجن، حيث تفتقر إلى النزاهة.
يعتقد روبينز نفسه أن مفهوم زيهواتانيجو يتردد صداه لدى الجماهير لأنه يمثل شكل من أشكال الهروب الذي يمكن تحقيقه بعد البقاء على قيد الحياة لسنوات عديدة داخل أي "سجن" يجد الشخص نفسه فيه، سواء كانت علاقة سيئة أو وظيفة أو بيئة سيئة. قال روبينز إنه من المهم أن يوجد مثل هذا المكان لنا. يقترح إسحاق م. مورهاوس أن الفيلم يقدم توضيحًا رائعًا لكيفية أن تكون الشخصيات حرة، حتى في السجن، أو مسجونة، حتى في الحرية، بناءً على وجهات نظرها في الحياة. وصف الفيلسوف جان بول سارتر الحرية بأنها مشروع مستمر يتطلب الاهتمام والمرونة، وبدونها يبدأ الشخص في أن يُعرَّف من قبل الآخرين أو المؤسسات، مما يعكس اعتقاد ريد بأن السجناء يصبحون معتمدين على السجن لتحديد حياتهم. يُظهر آندي المرونة من خلال التمرد، من خلال تشغيل الموسيقى عبر مكبر الصوت في السجن، ورفض الاستمرار في عملية الاحتيال الخاصة بغسيل الأموال.
يمكن اعتبار العديد من العناصر بمثابة تكريم لقوة السينما. في مسرح السجن، يشاهد السجناء فيلم غيلدا ‏(1946)، لكن هذا المشهد كان من المفترض في الأصل أن يتضمن فيلم عطلة نهاية الأسبوع المفقودة (1945). تشير قابلية تبادل الأفلام المستخدمة في مسرح السجن إلى أن التجربة السينمائية وليس الموضوع هي المفتاح للمشهد، مما يسمح للرجال بالهروب من حقيقة وضعهم. مباشرة بعد هذا المشهد، يتعرض آندي للاعتداء من قبل الأخوات في غرفة العرض ويستخدم بكرة فيلم لمساعدتهم في محاربتهم. في نهاية الفيلم، يمر آندي عبر ثقب في زنزانته مخفي بملصق فيلم للهروب من زنزانته وفي النهاية من شوشانك.
وُصفت علاقة آندي وريد بأنها قصة غير جنسية بين رجلين وهو ما لا تقدمه سوى القليل من الأفلام الأخرى، حيث لا تُبنى الصداقة على القيام بمجازفة أو مطاردات بالسيارات أو تطوير علاقة مع النساء. زعم الفيلسوف ألكسندر هوك أن الحرية الحقيقية لآندي وريد تكمن في صداقتهما، والقدرة على مشاركة الفرح والفكاهة مع بعضهما البعض.

## الإنتاج
حصل درابونت على حقوق إنتاج الفيلم من ستيفن كينغ بعد أن أثار إعجاب الأخير بفيلمه القصير «The Woman in The Room» والذي اقتبسه أيضاً من قصة لكينغ، وأنتجه عام 1983، وقد تقاضى كينغ من درابونت لقاء إنتاج فيلم «The Woman in The Room» مبلغ دولار واحد فقط فيما يسمى بصفقة الدولار (بالإنجليزية: Dollar Deal)‏ وهو مصطلح اخترعه كينج للإشارة إلى مجموعة من صانعي الأفلام الناشئيين والذي كان درابونت واحداً منهم. ولاحقاً في عام 1999 قام درابونت بإخراج فيلم الميل الأخضر (بالإنجليزية: The Green Mile)‏ والمقتبس أيضاً عن رواية لكينغ.
تم تصوير فيلم الخلاص من شوشانك داخل وحول مدينة مانسفيلد في أوهايو، والسجن الذي تم فيه التصوير هو مبنى إصلاحية ولاية أوهايو القديم المهجور والواقع مباشرة شمال مانسفيلد. وقد تم استخدام مباني الإصلاحية في أفلام أخرى مثل «Harry and Walter Go to New York» و«Air Force One» و«Tango and Cash». وحديثاً تم هدم معظم الساحة الخارجية لإفساح مجال لمباني التأهيل الجديدة ولكن المبنى الرئيسي القديم المبنى على طراز قلعة قوطية لا يزال قائماً، وبسبب شهرته فقد أصبح معلماً سياحياً.
ومن الطرائف أن الآمر الحقيقي لمراكز إصلاح وتأهيل مانسفيلد قد مثل في لقطة قصيرة في الفلم كواحد من السجناء في الباص الذي كان يقل تومي لسجن شاوشانك. أما صورة ريد وهو شاب صغير والتي تظهر على نموذج إطلاق سراحه فهي في الحقيقة صورة ألفونسو، ابن مورجان فريمان، كما يظهر ألفونسو أيضا وهو يصيح: «سمك طازج سمك طازج» في المشهد الذي ينزل فيه آندي من الباص ليدخل السجن.

## ردود الفعل
في عام 1999 أدرج روجر إيبرت الفيلم ضمن قائمته للأفلام العظيمة، وفي استطلاع للرأي أجرته مجلة Empire عام 2004 حصل الفيلم على المركز الخامس ضمن قائمة أعظم الأفلام في التاريخ وفي استفتاء آخر أجرته المجلة عام 2006 حصل الفيلم على المركز الأول. كما أن الفيلم يُصنف حالياً من قبل الملايين من مستخدمي موقع قاعدة بيانات الأفلام على الإنترنت (IMDb) كأفضل فيلم على الإطلاق.
تم ترشيح الفيلم في عام 1994 لما مجموعه سبعة جوائز أوسكار وذلك في فئات أفضل فيلم وأفضل ممثل رئيسي وأفضل نص مقتبس وأفضل تصوير سينمائي وأفضل تحرير وأفضل موسيقى تصويرية. ولكنه لم يفز بأية جائزة منها.

## قراءة إضافية
- الخلاص من شوشانك لمارك كيرمود
- سيناريو الفلم
- شجرة شاوشانك

## وصلات خارجية
- الخلاص من شاوشانك على موقع IMDb (الإنجليزية)
- الخلاص من شاوشانك على موقع ميتاكريتيك (الإنجليزية)
- الخلاص من شاوشانك على موقع الموسوعة البريطانية (الإنجليزية)
- الخلاص من شاوشانك على موقع روتن توميتوز (الإنجليزية)
- الخلاص من شاوشانك على موقع نتفليكس (الإنجليزية)
- الخلاص من شاوشانك على موقع قاعدة بيانات الأفلام العربية
- الخلاص من شاوشانك على موقع ألو سيني (الفرنسية)
- الخلاص من شاوشانك على موقع Turner Classic Movies (الإنجليزية)
- الخلاص من شاوشانك على موقع أول موفي (الإنجليزية)
- الخلاص من شاوشانك على موقع بوكس أوفيس موجو (الإنجليزية)

- الخلاص من شاوشانك في موقع الفيلم
- صفحة الفيلم على موقع IMDB
- نقد الفيلم على موقع روجر إيبرت
- صفحة الفيلم على موقع Filmsite.org
- صفحة الفيلم على موقع Yahoo Movies

## الهوامش
1. ↑  مذكور في: نقابة الكتاب الأمريكية الغربية. مُعرِّف مَشرُوع في نقابة الكتاب الأمريكيَّة (WGA): 791823. الوصول: 23 يونيو 2021.
2. ↑  مذكور في: قاعدة بيانات الأفلام على الإنترنت. مُعرِّف قاعدة بيانات الأفلام على الإنترنت (IMDb): tt0111161. الوصول: 23 يونيو 2021. لغة العمل أو لغة الاسم: الإنجليزية.
3. 1 2  مذكور في: ميتاكريتيك. مُعرِّف  ميتاكريتيك (Metacritic): movie/the-shawshank-redemption. الوصول: 23 يونيو 2021. لغة العمل أو لغة الاسم: الإنجليزية.
4. 1 2 3 4 5 6 7 8  مذكور في: الخلاص من شاوشانك. تاريخ النشر: 23 سبتمبر 1994.
5. ↑  "The Shawshank Redemption". المجلس البريطاني لتصنيف الأفلام. مؤرشف من الأصل في يناير 21, 2015. اطلع عليه بتاريخ أغسطس 15, 2015.
6. 1 2  مُعرِّف قاعدة بيانات الأفلام على الإنترنت (IMDb): tt0111161. الوصول: 22 يونيو 2016.
7. ↑  "'The Shawshank Redemption': 2 Pros and Countless Cons". إنترتينمنت ويكلي. سبتمبر 30, 1994. مؤرشف من الأصل في سبتمبر 20, 2017. اطلع عليه بتاريخ سبتمبر 20, 2017.
8. ↑  Adams، Russell (مايو 22, 2014). "The Shawshank Residuals". وول ستريت جورنال. مؤرشف من الأصل في سبتمبر 11, 2017. اطلع عليه بتاريخ سبتمبر 24, 2017.(الاشتراك مطلوب)
9. 1 2 3  Hooke، Alexander (مايو–يونيو 2014). "The Shawshank Redemption". فيلوسوفي ناو. مؤرشف من الأصل في يونيو 3, 2014. اطلع عليه بتاريخ أغسطس 26, 2017.
10. 1 2 3 4 5  "The Shawshank Redemption". تي في غايد. مؤرشف من الأصل في نوفمبر 2, 2017. اطلع عليه بتاريخ نوفمبر 2, 2017.
11. ↑  Gleiberman، Owen (سبتمبر 23, 1994). "The Shawshank Redemption". إنترتينمنت ويكلي. مؤرشف من الأصل في سبتمبر 18, 2017. اطلع عليه بتاريخ سبتمبر 18, 2017.
12. ↑  Nichol، John. "Interview: Actor William Sadler Talks Tales From The Crypt, Shawshank, The Mist And More". ComingSoon.net. CraveOnline. مؤرشف من الأصل في نوفمبر 3, 2017. اطلع عليه بتاريخ نوفمبر 3, 2017.
13. ↑  Pritchard، Tom (أكتوبر 29, 2017). "All The Easter Eggs and References Hiding in Thor: Ragnarok". جزمودو. مؤرشف من الأصل في نوفمبر 2, 2017. اطلع عليه بتاريخ نوفمبر 2, 2017.
14. ↑  Heiderny، Margaret (سبتمبر 22, 2014). "The Little-Known Story of How The Shawshank Redemption Became One of the Most Beloved Films of All Time". فانيتي فير. مؤرشف من الأصل في سبتمبر 10, 2017. اطلع عليه بتاريخ مارس 5, 2017.
15. ↑  TSR 1993، 1h20m32s.
16. ↑  Devine، J.P. (يوليو 14, 2017). "J.P. Devine MIFF Movie Review: 'The Shawshank Redemption'". Kennebec Journal. مؤرشف من الأصل في نوفمبر 2, 2017. اطلع عليه بتاريخ نوفمبر 2, 2017.
17. ↑  "Mark Rolston". Hollywood.com. مؤرشف من الأصل في نوفمبر 2, 2017. اطلع عليه بتاريخ نوفمبر 2, 2017.
18. ↑  McNaull، Courtney (يونيو 1, 2017). "Shawshank Hustle back for third year". Mansfield News Journal. مؤرشف من الأصل في أبريل 24, 2018. اطلع عليه بتاريخ نوفمبر 2, 2017.
19. ↑  TSR 1993، 16m42s—19m05s.
20. ↑  Wilson، Sean (أغسطس 22, 2017). "The scariest Stephen King characters to stalk the screen". Cineworld. مؤرشف من الأصل في نوفمبر 4, 2017. اطلع عليه بتاريخ نوفمبر 4, 2017.
21. ↑  Glaser، Susan (أغسطس 12, 2014). "'The Shawshank Redemption' 20 years later: Mansfield celebrates its role in the classic film". ذا بلين ديلر. مؤرشف من الأصل في نوفمبر 17, 2015. اطلع عليه بتاريخ نوفمبر 28, 2017.
22. ↑  Whitmire، Lou (مارس 25, 2019). "Tickets available for events celebrating 25th anniversary of 'Shawshank'". Mansfield News Journal. مؤرشف من الأصل في أبريل 18, 2019. اطلع عليه بتاريخ أبريل 18, 2019.
23. ↑  Kermode 2003، صفحة 14.
24. ↑  Kermode 2003، صفحة 30.
25. ↑  Kermode 2003، صفحات 31, 39.
26. ↑  Kermode 2003، صفحة 31.
27. ↑  Kermode، Mark (أغسطس 22, 2004). "Hope springs eternal". ذا أوبزرفر. مؤرشف من الأصل في ديسمبر 16, 2013. اطلع عليه بتاريخ سبتمبر 30, 2012.
28. ↑  Kermode 2003، صفحة 39.
29. ↑  Kermode 2003، صفحة 48.
30. ↑  Kermode 2003، صفحة 45.
31. 1 2 3  Kermode 2003، صفحة 68.
32. ↑  Kermode 2003، صفحة 80.
33. ↑  Kermode 2003، صفحة 69.
34. 1 2
35. ↑  Kermode 2003، صفحة 37.
36. ↑  Kermode 2003، صفحة 41.
37. ↑  Kermode 2003، صفحة 38.
38. ↑  Kermode 2003، صفحة 27.
39. ↑  The Shawshank Redemption Movie Review (1994) | Roger Ebert نسخة محفوظة 30 سبتمبر 2012 على موقع واي باك مشين.
40. ↑  voters، regular IMDb. "Top 250 Movies". IMDb. مؤرشف من الأصل في 2022-02-05. اطلع عليه بتاريخ 2022-02-06.